# 聂拉木黄堇
聂拉木黄堇（学名：Corydalis cavei）为罂粟科紫堇属下的一个种。

## 扩展阅读
- 維基物種上的相關：聂拉木黄堇